# 카차토레

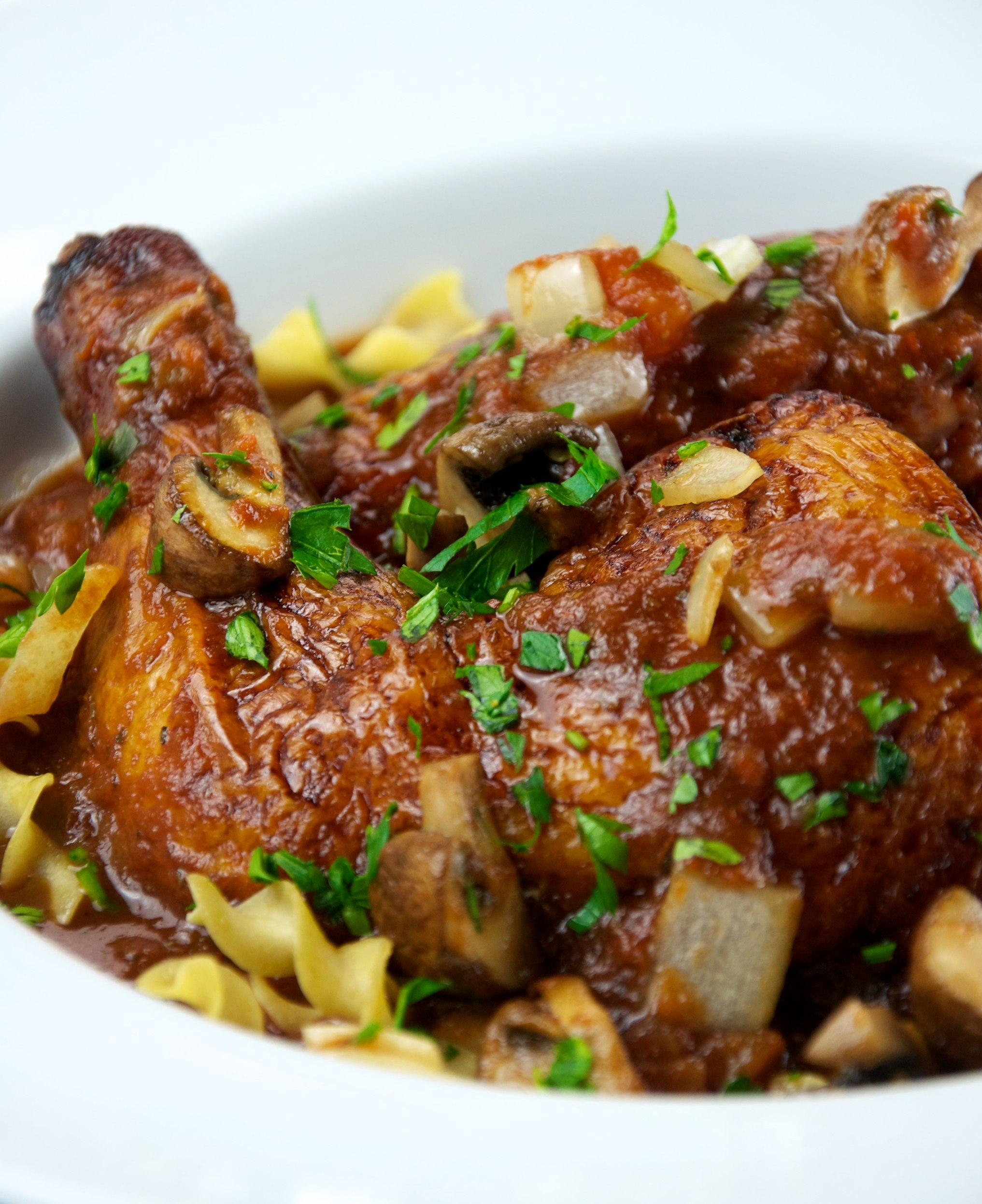
닭고기 카차토레

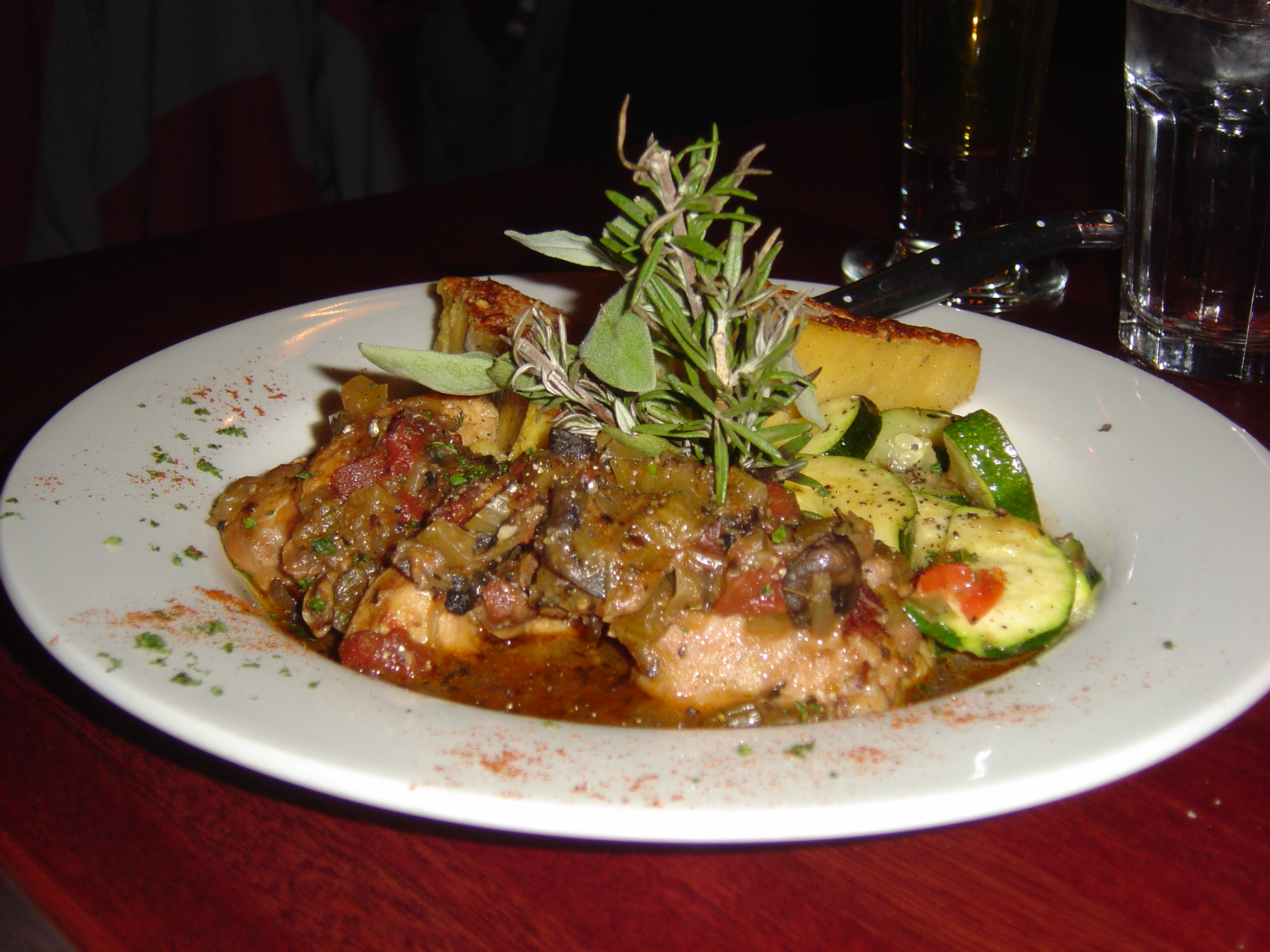
토끼 카차토레

카차토레(이탈리아어: cacciatore, (발음 [kattʃaˈtoːre])는 이탈리아어로 사냥꾼을 뜻한다. 이탈리아 요리에서 '알라 카차토라' (alla cacciatora)라는 말은 '사냥꾼식으로' 요리한 식사를 가리키는 데 쓰이며, 양파와 허브에 보통은 토마토가 들어가고 자주는 피망에서 드물게는 포도주까지 넣어 조리한다.
카차토레의 재료는 푹 삶은 닭고기 (폴로 알라 카차토라, pollo alla cacciatora)나 토끼고기 (코닐리오 알라 카차토라, coniglio alla cacciatora)가 가장 흔하다. 살라미오 카차토레라는 요리도 있는데 작은 살라미에 오직 마늘과 후추만 양념해서 만든 요리다.

## 닭고기
닭고기를 사용한 폴로 알라 카차토라는 전해지는 이야기에 따르면 꿩이나 사슴·토끼를 수렵할 수 있는 기간이 제한됐던 옛날, 사냥꾼의 아내가 찾아온 손님을 굶주리게 할 수 없어 꿩 대신 야생 닭을 이용해 요리를 만든 일화에서 유래되었다고 한다.
폴로 알라 카차토레의 주재료는 닭고기와 포도주, 버섯과 허브, 그리고 토마토 소스다. 매운맛에는 이탈리아 고추인 페페론치노가 사용된다. 여기에 로즈메리와 월계수 잎이 특유의 강렬한 향을 더하고, 푹 삶는 과정에서 포도주가 스며들어 촉촉해진 닭고기가 토마토 소스의 감칠맛과 만나 더욱 진한 풍미를 낸다.

## 같이 보기
- 샤쇠르
- 코코뱅
- 이탈리아 요리
- 이탈리아 요리 목록